# Suối đô thị

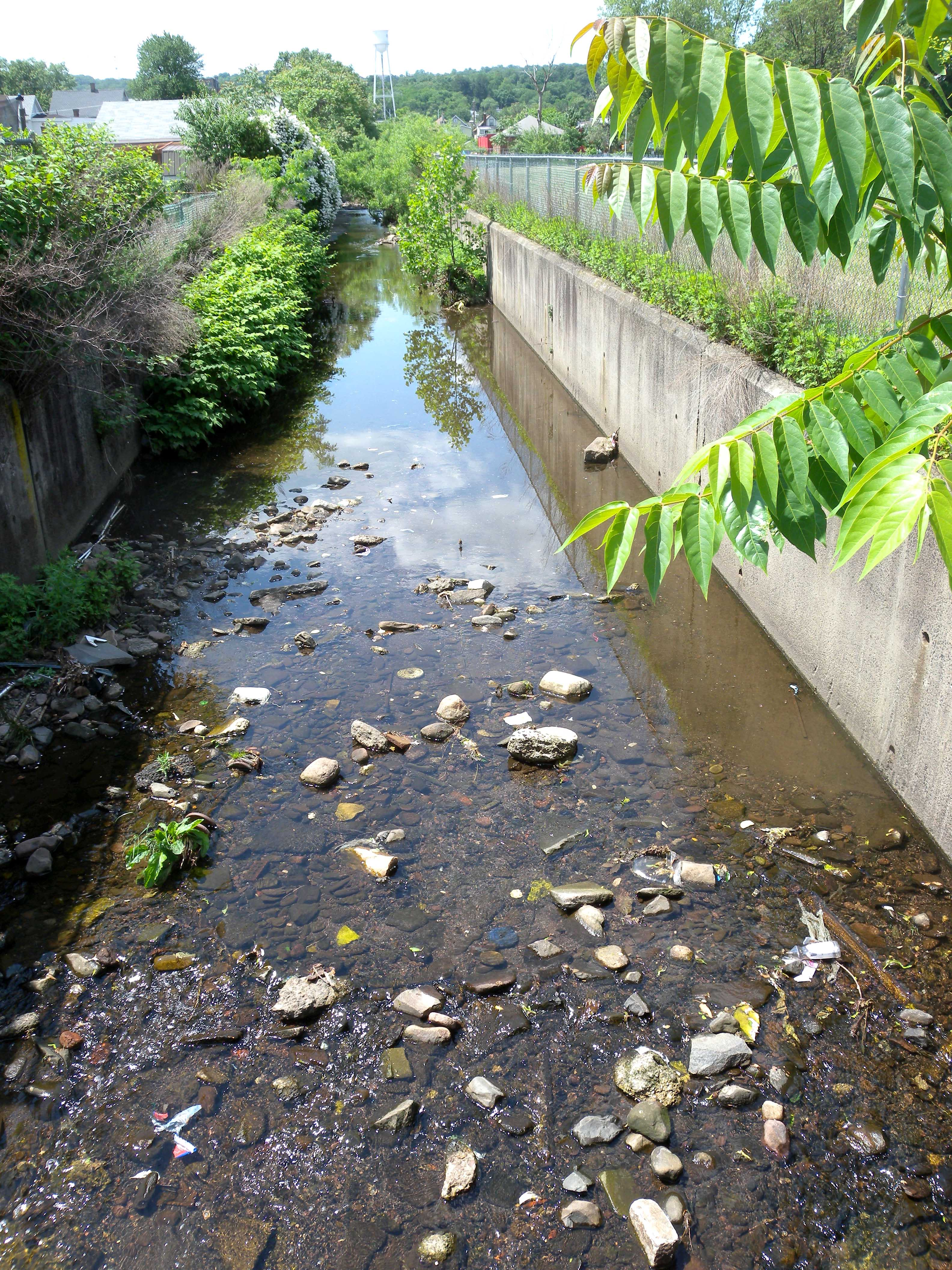
Sông thứ hai, một dòng chảy đô thị ở Orange, New Jersey

Suối đô thị là một tuyến đường thủy tự nhiên trước đây chảy qua một khu vực đông dân cư. Suối đô thị thường bị ô nhiễm bởi dòng chảy đô thị và dòng chảy cống kết hợp. Sự khan hiếm nước làm cho việc quản lý dòng chảy trong việc cải tạo dòng chảy đô thị gặp vấn đề nghiêm trọng.
Chính phủ có thể thay đổi dòng chảy hoặc lưu vực của một suối đô thị để ngăn chặn lũ lụt cục bộ bằng kỹ thuật sông: lót lòng suối bằng bê tông hoặc các vật liệu cứng khác, chuyển dòng chảy vào cống và cống thoát nước, hoặc các phương tiện khác. Một số dòng chảy đô thị, như các dòng sông ngầm của London, chạy hoàn toàn dưới lòng đất. Những công việc cải tạo này thường làm giảm môi trường sống của cá và các loài khác, gây ra lũ lụt ở hạ lưu do sự thay đổi của đồng bằng lũ lụt và làm giảm chất lượng nước.

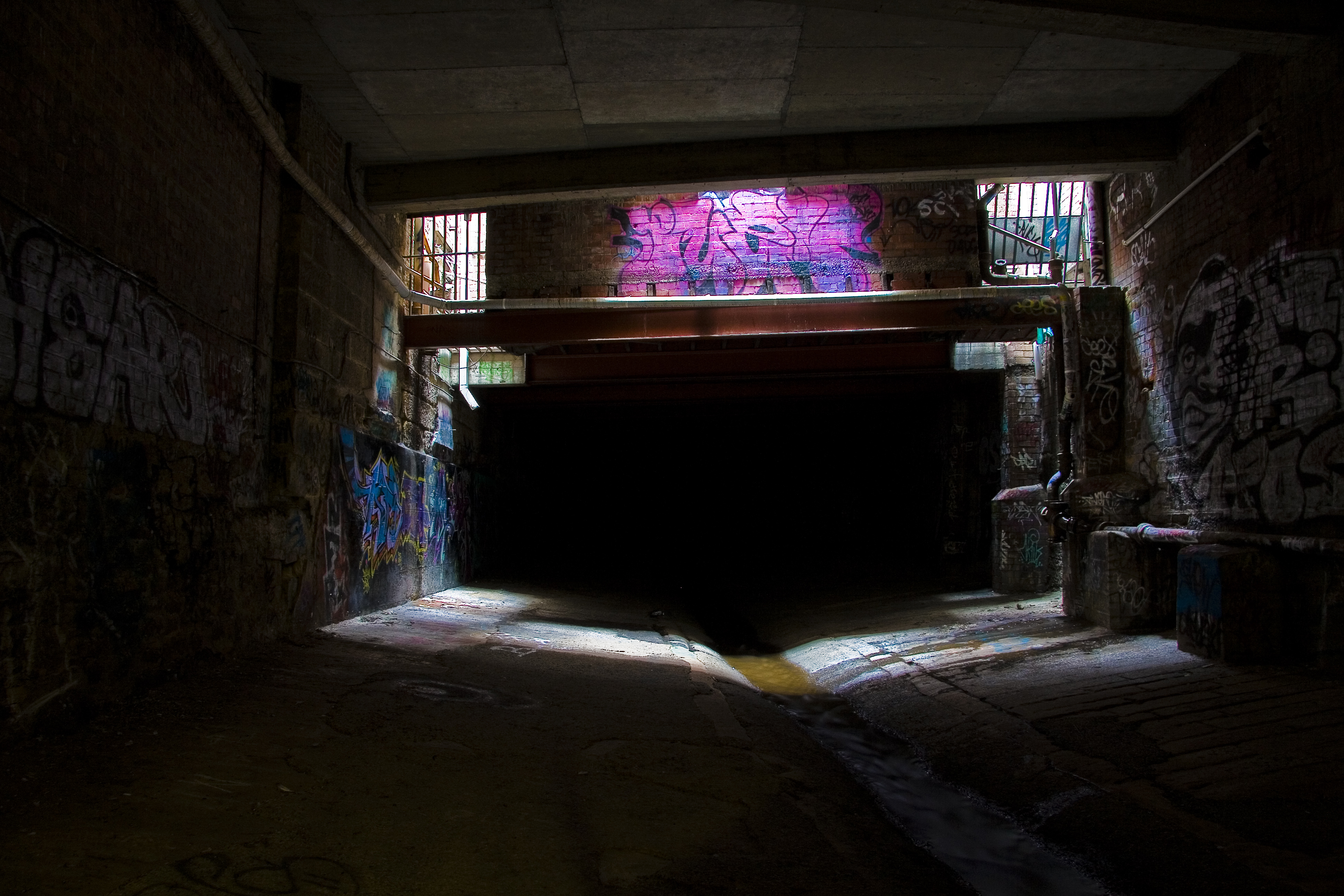
Một số dòng chảy trong đô thị, như Hobart Rivulet ở Tasmania, chạy ngầm trong khoảng cách đáng kể

Một số cộng đồng đã bắt đầu các dự án phục hồi dòng chảy trong nỗ lực khắc phục các sự cố do thay đổi, sử dụng các kỹ thuật như chiếu sáng ban ngày và khắc phục xói mòn bờ suối do dòng nước mưa lớn gây ra. Tăng cường dòng chảy để khôi phục môi trường sống và thẩm mỹ cũng là một lựa chọn và nước tái chế có thể được sử dụng cho mục đích này.